# Parapsoriasi
Les parapsoriasis són un grup de trastorns de la pell que es caracteritzen principalment per la seva semblança amb la psoriasi (lesions vermelles i escatoses), més que per la seva causa subjacent.
Algunes neoplàsies es poden desenvolupar a partir de la parapsoriasi. Per exemple, es pot convertir en limfoma cutani de cèl·lules T.
La paraula "parapsoriasi" es va formar el 1902.

## Classificació
El grup de les parapsoriasis, han estat descrits i debatuts durant gairebé un segle, i han generat una nomenclatura confusa. Hi ha alguns autors que prefereixen limitar el terme "parapsoriasi" només a les variants de plaques grans i petites, però per ara s'accepta generalment el següent esquema de classificació::450
- Parapsoriasi de plaques grans
- Parapsoriasi de plaques petites
- Pitiriasis líquenoides
  - Pitiriasi líquenoide crònica
  - Pitiriasi líquenoide i varioliforme aguda
- Papulosi limfomatoide